# Чиринос, Майкл
Майкл Энтони Чиринос Кортес (исп. Michaell Anthony Chirinos Cortez; 17 июня 1995, Тегусигальпа, Гондурас) — гондурасский футболист, вингер клуба «Олимпия» и сборной Гондураса.

## Карьера

### Клубная карьера
Чиринос — воспитанник клуба «Олимпия». В чемпионате Гондураса дебютировал 8 сентября 2014 года в матче против «Платенсе». 13 сентября 2015 года в матче против «Виктории» забил свой первый гол за «Олимпию».
6 августа 2019 года Чиринос был взят в аренду клубом MLS «Ванкувер Уайткэпс» до конца сезона с опцией выкупа. Дебютировал за канадский клуб 24 августа 2019 года в матче против «Сан-Хосе Эртквейкс». 29 сентября 2019 года в матче против «Лос-Анджелес Гэлакси» забил свой первый гол за «Уайткэпс». По окончании срока аренды «Ванкувер Уайткэпс» пытались сохранить Чириноса, но игрок вернулся в «Олимпию».

### Международная карьера
За сборную Гондураса Чиринос дебютировал 13 января 2017 года в матче Центральноамериканского кубка 2017 против сборной Никарагуа.

## Достижения
Командные
 «Олимпия»
- Чемпион Гондураса: клаусура 2016
- Победитель Лиги КОНКАКАФ: 2017

 сборная Гондураса
- Обладатель Центральноамериканского кубка: 2017